# 归档文件
归档文件，又作存檔文件，是由一个或多个计算机文件以及元数据组成的文件，用于将多个数据文件收集到一个文件中，以便于传输和存储，或者压缩以减少存储空间。也称打包文件，归档并压缩时常称为压缩文件。通常会存储目录结构，错误检测与纠正信息，注释，有时还使用加密。

## 应用
归档文件将文件系统数据和元数据存储在特定文件的内容内，因此即便不支持文件系统，也可以存储在系统上，或通过通道发送文件内容。例如：通过电子邮件的发送目录结构。
除存档目的外，归档文件经常用于打包分发软件，因为软件内容通常分布在多个文件中。该档案便称为打包文件。 软件包关于内容通常还有其他约定，例如需要清单文件，并且将所得格式称为包格式。 例如Debian的Deb，Java的JAR和Android的APK。

## 特性
归档文件支持如下一个或多个特性
- 将元数据（文件名，权限等）存储在文件中
- 校验和
- 无损数据压缩
- 多个文件存储在一个文件中
- 文件更新（用于增量备份）
- 加密
- 错误纠正
- 文件分割，用于存储或传输

还有些支持自解压，自安装，以及包含源卷和介质信息以及软件包注释/描述等。
归档文件通常由文件归档器，光盘创作软件和磁盘镜像等工具创建，通过其文件扩展名或文件头来区分不同的文件格式。

## 归档格式
即归档文件的文件格式。 有些格式已被广泛地支持。

### 类型
- 仅归档： 存储元数据和文件合并。
- 仅压缩
- 多类型：存储元数据，文件合并，压缩，加密，错误检测与纠正，自解压和自扩展。
- 软件包
- 磁盘镜像

### 例子
常见的归档文件扩展名有ZIP，RAR，TAR等。
JAVA引入的JAR，WAR等文件也是归档文件，一般用于字节码部署，有时还用于交换源代码以及其他文本，HTML和XML文件。默认它们都是压缩的。

## 错误检测
通常包含奇偶校验和其他错误校验的校验和，例如Zip格式使用循环冗余校验 （CRC）。 RAR格式可能包含冗余的纠错数据（称为恢复记录）。
有时会附带单独的奇偶校验存档（PAR）文件，以允许进行其他错误检测和恢复，尤其是在恢复多文件存档时。